# Сила (женский футбольный клуб)
«Сила» (в 1993 году — «Циклон») — ранее существовавший женский футбольный клуб из Санкт-Петербурга. Основан в 1992 году.

## История
Футбольный клуб «Сила» ведёт отсчет своей истории с осени 1992 года, когда, по итогам сезона 1992, в Санкт-Петербурге распались женские футбольные клубы «ИнтерЛенПром» (Высшая лига), «Волна» (Первая лига) и «Звезда-XI» (Вторая лига).
Лучшие игроки образовали клуб Второй лиги «Циклон», которому в 1993 году с учётом заслуг «ИнтерЛенПрома» позволили заявиться в Первую лигу 1993. Таким образом, весной 1993 года клуб дебютировал в Первой лиге.
В 1994 году клуб сменил название на «Сила» и стал победителем Первой лиги 1994. В Высшей лиге 1995 клуб занял 10-е место, но в связи с финансовыми трудностями в 1996 и 1997 годах играл в Первой лиге.

## Достижения

### Титульные
Первая лига
- 1-е место: 1994

Высшая лига
- 10-е место: 1995

Кубок России
- 1/4 финала: 1993 и 1994

### Матчевые
Самые крупные победы
- в Высшей лиге: 6:2 — над «Сююмбике-Зилант» (Зеленодольск) (1995)
- в Кубке России: 3:0 — над «МИСИ-Бина» (Москва) (1994)

Самые крупные поражения
- в Высшей лиге: 1:12 — от «Энергии» (Воронеж) (1995)
- в Кубке России: 1:4 — от «Лады» (Тольятти) (1994)

## Статистика выступлений
без учёта мячей забитых в сериях послематчевых пенальти
с учётом технических результатов

| Сезон                        | Клуб                         | Чемпионат России             | Чемпионат России             | Чемпионат России             | Чемпионат России | Чемпионат России | Чемпионат России | Чемпионат России | Чемпионат России | Чемпионат России | Чемпионат России | Чемпионат России | Кубок         | Источники   |
| Сезон                        | Клуб                         | Лига                         | Этап                         | Место                        | И                | В                | Н                | П                | МЗ               | МП               | РМ               | О                | Кубок         | Источники   |
| ---------------------------- | ---------------------------- | ---------------------------- | ---------------------------- | ---------------------------- | ---------------- | ---------------- | ---------------- | ---------------- | ---------------- | ---------------- | ---------------- | ---------------- | ------------- | ----------- |
| 1993                         | Циклон                       | Первая лига                  | —                            | 10 из 11                     | 20               | 5                | 3                | 12               | 25               | 37               | -12              | 30               | ¼ финала      | [ 1 ] [ 2 ] |
| 1994                         | Сила                         | Первая лига                  | Основной турнир              | 4 из 7                       | 12               | 5                | 2                | 5                | 11               | 13               | -2               | 14               | ¼ финала      | [ 1 ] [ 3 ] |
| 1994                         | Сила                         | Первая лига                  | Переходный турнир            | 1 из 4                       | 3                | 2                | 0                | 1                | 6                | 3                | +3               | 4                | ¼ финала      | [ 1 ] [ 3 ] |
| 1994                         | Сила                         | Первая лига                  | Первая лига 1994 (Итог)      | 1 из 4                       | 15               | 7                | 2                | 6                | 17               | 16               | +1               | —                | ¼ финала      | [ 1 ] [ 3 ] |
| 1995                         | Сила                         | Высшая лига                  | —                            | 10 из 12                     | 22               | 4                | 1                | 17               | 21               | 69               | -48              | 13               | ⅛ финала      | [ 4 ]       |
| 1996                         | Сила                         | Первая лига                  | —                            | 3 из 6                       | 10               | 4                | 4                | 2                | 15               | 10               | +5               | 16               | ⅛ финала      | [ 5 ]       |
| 1997                         | Сила                         | Первая лига                  | —                            | 3 из 6                       | 10               | 6                | 1                | 3                | 23               | 12               | +11              | 19               | не участвовал | [ 6 ]       |
| Итого Первая лига (4 сезона) | Итого Первая лига (4 сезона) | Итого Первая лига (4 сезона) | Итого Первая лига (4 сезона) | Итого Первая лига (4 сезона) | 55               | 22               | 10               | 23               | 80               | 75               | +5               |                  |               |             |
| Итого Высшая лига (1 сезон)  | Итого Высшая лига (1 сезон)  | Итого Высшая лига (1 сезон)  | Итого Высшая лига (1 сезон)  | Итого Высшая лига (1 сезон)  | 22               | 4                | 1                | 17               | 21               | 69               | -48              |                  |               |             |
| Всего                        | Всего                        | Всего                        | Всего                        | Всего                        | 77               | 26               | 11               | 40               | 101              | 144              | -43              |                  |               |             |

1. ↑  по итогам сезона 1993 «Циклон» остался в Первой лиге
2. 1 2  В сезонах 1989—1994 очки начислялись таким образом: 2 очка за победу, 1 за ничью и 0 за поражение
3. ↑  после сезона 1995 «Сила» в связи с финансовыми трудностями перешла в Первую лигу 1996
4. ↑  после сезона 1997 «Сила» в связи с финансовыми трудностями отказалась выступать в Чемпионате России 1998 года

Лучшие бомбардиры клуба за сезон
| Сезон | Бомбардир             |
| ----- | --------------------- |
| 1994  | Светлана Рудакова — 4 |
| 1995  | Ирина Кононова — 6    |

### Кубок России
без учёта мячей забитых в сериях послематчевых пенальти
без учёта технических результатов

| Сезон             | Кубок России | Кубок России | Кубок России | Кубок России | Кубок России | Кубок России | Кубок России | Кубок России |
| Сезон             | И            | В            | Н            | П            | МЗ           | МП           | РМ           | Итог         |
| ----------------- | ------------ | ------------ | ------------ | ------------ | ------------ | ------------ | ------------ | ------------ |
| 1993              | 2            | 1            | 0            | 1            | 2            | 3            | -1           | ¼ финала     |
| 1994              | 3            | 2            | 0            | 1            | 5            | 4            | +1           | ¼ финала     |
| 1995              | 1            | 0            | 1            | 0            | 0            | 0            | 0            | ⅛ финала     |
| 1996              | —            | —            | —            | —            | —            | —            | —            | ⅛ финала     |
| Итого за 4 сезона | 6            | 3            | 1            | 2            | 7            | 7            | 0            |              |

1. ↑  снялся